# مقتل بوبي كنت
بوبي كنت (12 مايو، 1973 – 14 يوليو، 1993)، كان رجل أمريكي قُتِل من قبل سبعة أشخاص، من ضمنهم صديقه المقرب مارتن جوزيف «مارتي» بوكيو الابن (ولد 21 مارس، 1973) في ويستون، فلوريدا.

## الأحداث ما قبل قتله
بوبي كنت، ابن اللاجئين الإرانيين فريد وفرح كنت (ني خايام)،  التحق بـ ثانوية ساوث براوارد في هوليوود، فلوريدا. وفقًا لتيم دونلي، الذي حاكم كل المتآمرين بهذه الجريمة، وصف أحد المحامين كنت أنه "شبيه جدًا بـ إدي هاسكل. رآه الكبار مهذبًا وساحر بينما رآه الصغار بمنظور آخر تمامًا.
مارتي بوكيو هو إيطالي-أمريكي، تربي ككاثوليكي روماني. عرف كنت وبوكينو بعضهم البعض منذ الصف الثالث، وسكنوا بنفس المنطقة في هوليوود في مقاطعة براوارد منذ هذا الوقت، وكانوا أصدقاء مقربين في كبرهم. لكن الضغينة، مع ذلك، كانت موجودة بين الإثنين. شعر بوكيو بـ «سوء النية والكراهية» تجاه كنت لـ تنمره وضربه لبوكيو. كان كلا الزوجين من الآباء واعين بهذه الصداقة كذلك. والدي بوكيو، مارتن الأكبر وفيرونيكا، كانوا حذرين لأن كثيرًا ما عاد بوكيو إلي المنزل بكدمات ونزيف. رآي فريد كنت بوكيو علي أنه متكاسل صعب المراس بلا مستقبل (لم يكمل بوكيو تعليمه الثانوي) وشعر أن علاقته مع ابنه ستدمر المستقبل الذي يبنيه له. كانوا رواد ملتزمين للنادي الرياضي، والذي تسبب في انتشار اشاعات عن استهلاكهم للـ ستيرويد، والذي في حالة كنت، وفقًا لما قاله الشهود كان له دورًا كبيرًا في سلوكه العدائي والشارد.
قام كنت وبوكيو بتجربة صنع أفلام مثلية إباحية، آملين أن يوزعوها علي المتاجر المحلية. لم يشارك أيًا من كنت أو بوكيو بشكل فعلي في هذه الأفلام، لكن، قاموا بإخراجها بدلًا من ذلك بإقناع رجلًا من فلوريدا في الأربعينيات من عمره بالمشاركة أمام الكاميرا. حاول كنت أن يبيع فيلم في الشارع، بعنوان الأولاد الخشنون، لمتاجر بيع الأفلام الإباحية في أنحاء جنوب فلوريدا. لم تقبل أيًا من المتاجر عرضه، بسبب الصوت الضعيف والجودة الرديئة للفيديو وأيضًا غياب أي أنشطة جنسية بجانب رقص الرجل العاري ولعبه بـ قضيب اصتناعي.

## جريمة القتل
مع بداية 1993، بدأ بوكيو (20 سنة) في مواعدة ليسا كونلي (18 سنة). مرتبكًة بكم الوقت الذي أمضاه صديقها برفقة كنت (20 سنة)، حاولت كونلي أن تشتت انتباه كنت عن بوكيو بإيقاعه في صديقتها أليس (ألي) ويليس (17 سنة). تواعدا كنت وألي لأسابيع قليلة لكنه كان عنيفًا تجاهها مما تسبب في قطعها لعلاقتهما. في يونيو، أفصح بوكيو لكونلي بأن كنت كان كثيرًا ما يعامله بعنف طوال هذه السنوات. حاولت كونلي أن تقنعه بإنهاء صداقتهما، لكن بدي بوكيو مترددًا. في هذا الوقت، أدركت كونلي أنها حامل من بوكيو وكانت مصرة علي خوض علاقة دائمة معه. كما يُزعَم، قررت كونلي أنه يجب تصفية كنت تمامًا، وبدأت تحدث بوكيو وأصدقائه عن قتله. في 13 يوليو 1993، اتصلت كونلي بويليس وأخبرتها أن «بوبي كنت ينوي أن يذهب إلي بالم باي (حيث تسكن ويليس) لقتلها وطفلها (من علاقة أخرى)، إلا إذا عادت إلي مقاطعة براوارد لمواعدته من جديد.»  ادعت ويليس ان كونلي اتصلت بها لكي تأتي إلي بيت كونلي وتخطط لقتل بوبي كنت. ذهبت ويليس إلي بيت كونلي ومعها اثنان من الأصدقاء، صديقها الحالي دونالد سيمينيك (17 سنة)، وهيثر سوالرز (18 سنة).
في ليلة الـ 13 من يوليو 1993، تقابل بوكيو، سيمينيك، سوالارو، ويليس وكونلي مع كنت. أصبع بوكيو، سيمينيك وسوالارز غير مرتاحين وغادروا. أدرجت كونلي وويليس كنت إلي موقع بناء تحت الإنشاء واعدينه بأنه سوف يقود عربة ويليس الـ موستانغ 5.0 ومن ثم يمارس الجنس معها. أصطحبت كونلي مسدس والدتها، ناويًة قتل كنت بينما هو منشغل بالنشاطات الجنسية مع ويليس، ولكن لم تستطع ضربه.
بالرغم من المحاولة الفاشلة، لم تغير كونلي رأيها حول إرادتها كنت ميتًا. باحثًة علي المساعدة، اتصلت كونلي بـ «قاتل مستأجر» يدعي ديريك كاوفمان (20 سنة)، والذي تم ترشيحه من قبل صديقة لويليس. قابلت المجموعة كاوفمان في بيته بـ رولنغ أوكس، فلوريدا. أرادوا منه أن يأتي بمسدس كي يقتل كنت هذه الليلة، لكن قال لهم كاوفمان أنه لا يستطيع استحواز سلاح بهذه السرعة. ذهبت ويليس، كونلي، سيمينيك، وسوالرز إلي بيت كونلي ومن ثم انضم إليهم ابن عمها ديريك دزفيركو (19 سنة). أكملت المجموعة مناقشة خططهم، وقرروا أن يذهبوا لقتل كنت في الليلة التالية، بمساعدة كاوفمان.
لاحقًا في ليلة 14 يوليو 1993، انضم السبعة سويًا في بيت كونلي وختموا خططتهم. اتصل بوكيو بكنت وأقنعه بالذهاب والخروج مع هذه المجموعة الليلة، بوعده انهم سوف يتسابقون بسياراتهم وأن ويليس أرادت أن تمارس الجنس معه من جديد. جمعت المجموعة أسلحتهم: كانت بحيازتهم سكينتين، عصي معدنية من الرصاص، ومضرب كرة قاعدة. في 11:30 مسائَا، التقطوا كنت من منزله واتجهوا نحو موقع بناء.
عندما وصلوا إلي الموقع، رافقت ويليس — وفقًا للخطة — كنت إلي مكان خالي حيث كانوا يتحدثون. انضمت لهم سوالرز هناك. بينما شتتت هي وويليس كنت،  تقدم سيمينيك وطعن كنت في رقبته بسكين، والتي كانت الضربة الأولي. عندما طلب كنت المساعدة من بوكيو، طعنه بوكيو في بطنه.  صاح كنت باعتذار،  لكن استمر بوكيو في طعنه. عندما حاول كنت الهرب، لحقه بوكيو، سيمينيك، وديريك كاوفمان وأكملوا في إلحاق الأذي به.  ثم قام بوكيو بذبح كنت وضرب رأسه بالأرض. ثم أقبل كاوفمان وضرب كنت في رأسه بمضرب كرة القاعدة، والتي كانت الضربة القاضية. بعد هذا، قام دزفيركو، سيمينيك، بوكيو، وكاوفمان بالمساعدة في التخلص من الجثة علي ضفة المستنقع، باعتقاد أن التماسيح سوف تأكل الجثة.

## آثار الحادثة
في الأيام اللاحقة للجريمة، أفصح العديد من المتآمرين إلي أشخاص آخرين عن ما حدث. اعترفت كونلي إلي والدتها، والتي اتصلت بأختها، والدة دزفيركو. سويًا، اصطحبوا كونلي ودزفيركو كي يروا أخوهم، جو سكريما، والذي يملك أصدقاء في مركز الشرطة والذين اعتقدوا أنهم سيخبرونهم بما يمكن فعله. وصلهم أصدقاء سكريما مع المحقق فرانك إلارزا التابع لشرطة مقاطعة براوارد، واعترف دزفيركو الذي كان متعاونًا بكل شئ. وكدليل، دل إلارزا إلي جثة كنت.

## الأحكام القضائية
- اتهم مارتين بوكيو بالقتل العمد من الدرجة الأولي وحكم عليه بالإعدام صعقًا في 3 أغسطس 1995.[32] في 1997، حكمت المحكمة العليا لفلوريدا أنه لا يجب إعدام بوكيو لأسباب مخففة، لذا تم تغيير الحكم من الإعدام إلي السجن المؤبد، مع السماح بالكفالة بعد 25 عامًا.[33] يزال بوكيو مسجونًا في ديسوتو أنيكس بـ أركاديا، فلوريدا حتي الآن. [34]
- حكم علي دونالد سيمينيك بالسجن المؤبد، زائد 15 سنة أخرى بتهمة التآمر.[35][36] لا يزال مسجونًا في مؤسسة ليك الإصلاحية بـ كليرمونت، فلوريدا. [34]
- حكم علي ديريك كاوفمان بالسجن المؤبد، زائد 25 سنة بدون كفالة، و30 سنة للتآمر.[37] لا يزال مسجونًا بمنشأة الولاية بالقرب من تامبا، فلوريدا. [34]
- حكم علي ليسا كونلي بالسجن المؤبد بدون كفالة.[38] إدانتها تم التغاضي عنها بعد استئناف لكونها قاسية، وتم تقليلها في 1998 إلي 22 سنة.[38] أطلق صراحها في فبراير 2004. [34]
- أدينت أليس ويليس بـ القتل العمد من الدرجة الثانية وحكم عليها بالسجن لـ 40 سنة، وفترة تجربة 40 سنة في 19 مايو، 1995.[39] تم تخفيف الإدانة إلي 17 سنة بعد المناشدة. [34][40] أطلق صراح ويليس من الحضانة الآمنة في سبتمبر 2001، وتظل في فترة تجربة. [34]
- اقر ديريك دزفيركو بالذنب للقتل العمد من الدرجة الثانية.[41] حكم عليه بإحدي عشرة سنة في السجن.[42] أطلق صراحه في أكتوبر 1999. [34]
- اقرت هيثر سوالرز بالذنب للقتل العمد من الدرجة الثانية وحكم عليها بسبع سنوات في السجن. أطلق صراحها بفبراير 1998. [34]

## في الثقافة الشعبية
كانت نتيجة الجريمة كتاب الجريمة الحقيقية الأكثر مبيعًا: متنمر: قصة حقيقية لانتقام بالثانوية، من الكاتب جيم شوتزي، تم تكييف الكتاب من قبل ديفيد مككينا (المنسوب له تحت اسم مستعار «زاكاري لونغ» بعد أن طالب بإزالة اسمه من الفيلم ) ومن روجر بوليس إلي فيلم يدعي متنمر في 2001، أخرج من قبل لاري كلارك. تم تغطية القصة في حلقة من شركة A&E للمسلسل العدالة الأمريكية والملفات الجنائية، ولاحقًا، جريمة قتل بين الأصدقاء التابع لـ Investigation Discovery.
بالفيلم، مُثِل بوكيو من قبل براد رينفرو، كنت من قبل نيك ستال، ويليس من قبل بيجو فيليبس، كونلي من قبل ريتشل ماينر، سيمينيك من مايكل بيت، سوالرز من كيلي غارنر، دزفيركو من دانيال فرانزيس، وفرانسيس من قبل ليو فيتزباتريك.

## روابط خارجية
- Bobby Kent على موقع فايند أغريف
- Decision on Appeal leading to vacating the Death Penalty.
- Richey, Warren. "Man, 22, Gets Life Sentence For Role In Kent Murder نسخة محفوظة 28 ديسمبر 2013 على موقع واي باك مشين.." Sun-Sentinel. June 13, 1995.
- Sewell, Dan. "Murder Bares Sordid Teen Culture : Crime: Death probe unveils a suburban network involved in prostitution, pornography and robbery." Los Angeles Times. August 15, 1993.